# Покровская церковь (Константиновск)
Храм Покрова Пресвятой Богородицы — храм Русской православной церкви в городе Констаниновск. Принадлежит Волгодонской епархии. Был построен по проекту архитектора П. С. Студеникина.

## История
История храма начинается с 1708 года, когда в Бабской станице была деревянная Покровская церковь, но точных сведений о времени её постройки не сохранилось. Но 11 июля 1773 года из-за случившегося пожара церковь сгорела. Новое строительство было окончено 29 октября 1779 года. В 1861 году в станице построили новую деревянную церковь с такой же колокольней, но в другом месте. В 1906 году в Донскую Духовную консисторию от Протоиерея Александра Попова, было потуплено прошение о разрешении строительства новой каменной Покровской церкви. В мае этого же года, был утверждён проект новой церкви. В 1907 году, весной, началось её возведение.
Окончание строительства и обряд освящения новой церкви произошли в 1912 году. Храм был возведён по проекту архитектора Петра Семёновича Студеникина. Внутри церкви находится богатый иконостас из серого и коричневого мрамора с вставками разноцветной смальты. В 1930 году в храме было расположено зернохранилище.
В 1942 году город был занят немецкими войсками, и здание ими использовалось в качестве склада боеприпасов, но после оно вновь было передано верующим. 9 июня 1945 г. в рабочем поселке Константиновск была зарегистрирована церковная община, которая вела свои богослужения до 1960-х годов. В начале 1960-х годов в церкви был произведён ремонт с реставрацией интерьера (икон, росписей), перекрывалась кровля. До конца 1980-х годов в церковном здании происходило размещение спортивной школы.
Богослужения возобновились лишь в 1988 году, когда церковь была возвращена Русской Православной церкви.

## Архитектура

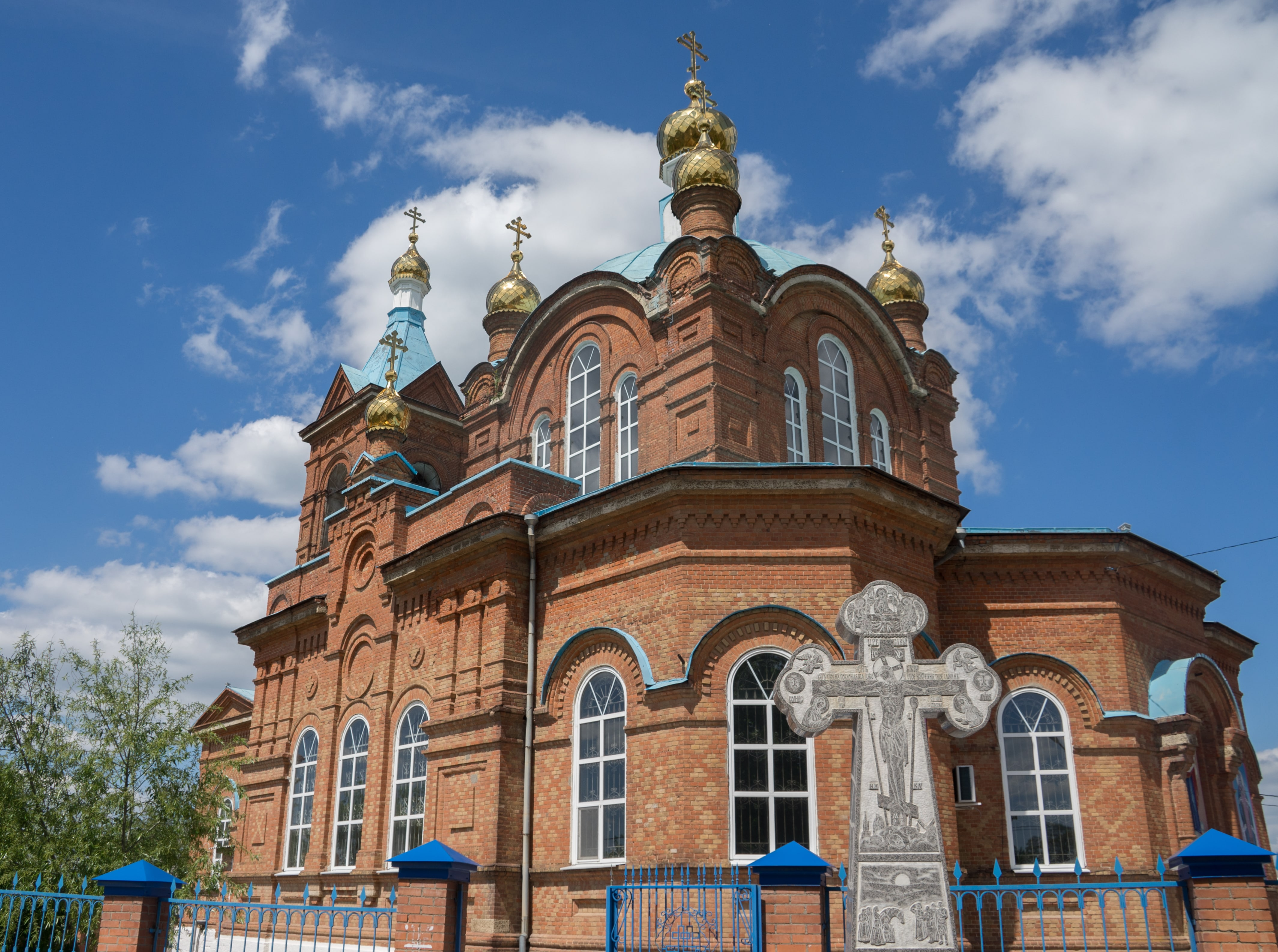
Покровская церковь, современный вид

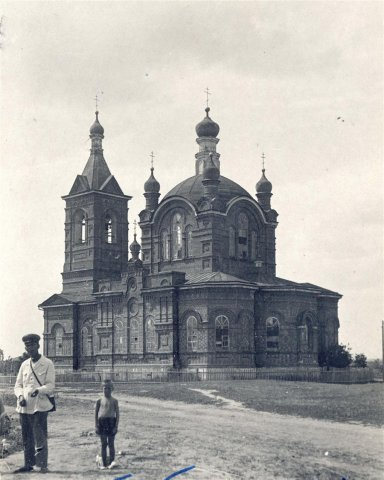
Исторический вид храма

Построена Покровская церковь в Константиновске в кирпичном стиле. В здании использованы элементы византийской, итальянской архитектуры эпохи Возрождения, древнерусской архитектуры. В её основе положен продольно-осевой план, в соответствии с которым в здании симметрично расположены по оси восток-запад алтарь, трапезная и колокольня.
Алтарь, вместо обычного полукружия снаружи, исполнен гранёными выступами с основным центральным. К ядру храма примыкает главный алтарь и два придела. Ядро имеет приближенный к квадрату план с четвериком, увенчанным пятиглавием. Прямоугольная трапезная представляет собой связующее звено храма и колокольни. Колокольня храма двухъярусная.
Покровская церковь построена из кирпича. Наружная кирпичная кладка стен оставлена неоштукатуренной, что является важным художественным элементом оформления фасада храма.
Храм имеет полуциркульные окна, их обрамление решено в виде профилированных кирпичных архивольт с декоративными контрналичниками.
Южный и северный фасады церкви выполнены аналогично. Симметричный первый ярус фасада храма выделен тремя полуциркульными оконными проёмами, ограниченными раскреповками, выполненными в виде филёнок с завершёнными лопатками. Храм завершён в виде маленькой главки на восьмигранном основании, которое укреплено аркатурным поясом.
Первоначально крыша храма была покрыта железом, окрашенным зелёной масляной краской. На храме была одна большая главка, пять средних и три малых, которые завершались позолоченными крестами. Вход на хоры и колокольню был по деревянной лестнице, окрашенной в светло-зелёный цвет, балясины хоров были окрашены в светло-голубой. Полы церкви выложены плиткой.
Перед алтарём находились мраморные иконостасы — в центральной части трёхъярусный, по бокам — двухъярусные. В Области Войска Донского были три фирмы, изготовляющие мраморные иконостасы: «Пузневский», «Тонитто С. А.» и «Катто К. Б.». Вероятно, иконостас в Покровской церкви был сделан какой-то одной из них. В 1965 году, после закрытия церкви, иконы иконостаса перевезли в Ростовский собор. Настенные росписи создавались в том числе и местными художниками. В частности, некоторые работы были созданы Александрой Лебедевой. Ее муж, Илья Лебедев, был известным в округе печником. Жили они в  доме по нынешней улице Фрунзе возле типографии.
В настоящее время церковь является доминантой среди одноэтажной застройки Константиновска.